# Manuel Bandera
Manuel Bandera és un actor espanyol nat a Màlaga el 12 de desembre de 1960.

## Filmografia
- Nowhere (2002), de Luis Sepúlveda
- El lado oscuro del corazón 2 (2001), d'Eliseo Subiela
- Papá es un ídolo (2000), de Juan José Jusid
- Pajarico (1997), de Carlos Saura
- Más allá del jardín (1996), de Pedro Olea
- Bámbola (1996), de Bigas Luna
- Geisha (1996), de Cecilia Carini
- Las cosas del querer 2 (1995), de Jaime Chávarri
- Valparaíso (1994), de Mariano Andrade
- Cautivos de la sombra (1994), de Javier Elorrieta
- Una chica entre un millón (1994), d'Álvaro Sáenz de Heredia
- Tirano Banderas (1993), de José Luis García Sánchez
- Kika (1993), de Pedro Almodóvar
- Demasiado corazón (1992), d'Eduardo Campoy
- ¡Átame! (1990), de Pedro Almodóvar
- Réquiem por Granada (serie) (1990), de Vicente Escrivá
- Las cosas del querer (1989), de Jaime Chávarri

## Premis i nominacions
| Any  | Premi                              | Categoria                 | Títol                | Resultat |
| ---- | ---------------------------------- | ------------------------- | -------------------- | -------- |
| 1990 | Premi Sant Jordi de Cinematografia | Millor actor espanyol     | Las cosas del querer | Nominat  |
| 1990 | Fotogramas de Plata                | Millor actor de cinema    | Las cosas del querer | Nominat  |
| 1992 | Fotogramas de Plata                | Millor actor de televisió | Réquiem por Granada  | Nominat  |
| 1992 | TP de Oro, Espanya                 | Millor actor              | Réquiem por Granada  | Nominat  |